# Schack (Familienname)
Schack ist ein deutscher Familienname.

## Namensträger
- Adolf Friedrich von Schack (1815–1894), deutscher Dichter sowie Kunst- und Literaturhistoriker
- Adolf Friedrich von Schack (Offizier) (1888–1945), deutscher Offizier und Widerstandskämpfer
- Adolph Wilhelm Schack von Staffeldt (1769–1826), erster romantischer Dichter in Dänemark
- Alfred Schack (1895–1978), deutscher Erfinder und Unternehmer
- Arthur Schack von Wittenau-Danckelmann (1839–1892), deutscher Konteradmiral
- Barbara Schack (1873–1958), tschechoslowakische sozialdemokratische Politikerin
- Benedikt Schack (1758–1826), österreichischer Opernsänger (Tenor) und Komponist
- Christoph von Schack (1780–1852), mecklenburgischer Gutsbesitzer und Diplomat
- Clementine Schack von Wittenau (* 1944), deutsche Kunsthistorikerin
- Erik Schack (* 1938), dänischer Richter
- Ferdinand von Schack (1787–1846), preußischer Generalmajor
- Friedrich Schack (Jurist) (1886–1978), deutscher Jurist und Hochschullehrer
- Friedrich August von Schack (Offizier) (1818–1870), preußischer Oberst
- Friedrich-August Schack (Offizier) (1892–1968), deutscher Offizier, zuletzt General der Infanterie im Zweiten Weltkrieg
- Friedrich Otto Schack (1841–1922), deutscher reformierter Theologe
- Gerhard Schack (1929–2007), deutscher Kunstsammler, Kunsthistoriker und Mäzen
- Gertrude Guillaume-Schack (1845–1903), Schweizer Frauenrechtlerin
- Günther Schack (1917–2003), deutscher Kampffliegerpilot im Zweiten Weltkrieg
- Haimo Schack (* 1952), deutscher Rechtswissenschaftler, Richter am Oberlandesgericht
- Hans von Schack (Reichsfeldherr) (1609–1676), dänischer Reichsfeldherr
- Hans von Schack (General) (1853–1934), preußischer Generalleutnant
- Hans von Schack-Schackenburg (1852–1905), dänisch-deutscher Adliger und Ägyptologe
- Hans-Christian Schack (1942–2012), deutscher Politiker (SPD)
- Hans Wilhelm von Schack (1791–1866), preußischer General der Infanterie
- Hans Woldemar Schack (1878–1946), deutscher Botaniker, Jurist und Politiker
- Herbert Schack (1893–1982), deutscher Wirtschaftswissenschaftler
- Jenny Schack (Politikerin, 1914) (1914–?), deutsche Politikerin (CDU), Mitglied der Volkskammer der DDR
- Jenny Schack (Politikerin, 1981) (* 1981), deutsche Politikerin (CSU), MdL
- Johann Schack (1661–1714), deutscher Rechtsgelehrter
- Juliane Quérard-Schack (* 1927), deutsch-französische Autorin und Künstlerin
- Magnus Schack von Wittenau-Danckelmann (1868–1945), deutscher Landrat
- Otto von Schack (Generalmajor) (1851–1914), deutscher Generalmajor
- Otto Schack (General) (* 1864), sächsischer Generalmajor
- Otto Schack (Maler) (* 1937), deutscher Maler
- Otto Friedrich von Schack (Generalleutnant) (1668–1751), holländischer Generalleutnant
- Otto Friedrich Ludwig von Schack (1763–1815), deutscher Major und literarisches Vorbild
- Otto Wilhelm Christian von Schack (1731–1781), deutscher Oberst
- Philipp Schack (1967–2006), deutscher Maler
- Ramon Schack (* 1971), deutscher Journalist
- Sebastian Schack (* 1985), deutscher Journalist und Autor
- Siegfried Schack von Wittenau, deutscher Flugsicherungsberater und Flugzeugführer
- Thomas Schack (* 1962), deutscher Psychologe und Sportwissenschaftler, Professor an der Universität Bielefeld.
- Ulrich von Schack (1853–1923), mecklenburgischer Rittergutsbesitzer und Landrat
- Wilhelm Schack (Admiral) (1860–1920), deutscher Vizeadmiral
- Wilhelm Schack (1869–1944), deutscher Kaufmann, Schriftsteller, Politiker, MdHB, MdR
- Wilhelm von Schack (1786–1831), preußischer Offizier, zuletzt Generalmajor
- Wilhelm Albrecht Schack von Wittenau († 1731), dänischer Generalmajor
- Wilhelmine Auguste von Schack (1826–1853), deutsche Zeichnerin